# Inundatiemonument Ritthem
Het inundatiemonument (1990) is een gedenkteken bij het Nederlandse dorp Ritthem, in de provincie Zeeland.

## Achtergrond
In 1990, een halve eeuw na de Duitse aanval op Nederland, werden op Walcheren vijf oorlogsmonumenten geplaatst in opdracht van de stichting Monumenten Walcheren 40-45. Initiatiefnemer was M.C. Verburg, lid van de Raad van State, die het idee naar voren bracht bij een herdenking in 1986 van 40 jaar droogmaking van Walcheren. Naast de heer Verburg hadden onder anderen de burgemeesters van de betreffende gemeenten en de dijkgraaf van het Waterschap Walcheren zitting in de stichting. Vier van de monumenten herinneren aan de inundatie van Walcheren in oktober 1944, waarbij dijken door de geallieerden werden gebombardeerd om Walcheren onder water te zetten en zo de positie van de bezetters te verzwakken. Deze monumenten werden gemaakt door Mari Boeyen (inundatiemonument Vlissingen), David van de Kop (inundatiemonument Veere), Steef Roothaan (inundatiemonument Ritthem) en Rudi van de Wint (inundatiemonument Westkapelle). Het vijfde monument, Een gestolde herinnering, dat herinnert aan het bombardement op Middelburg op 17 mei 1940, werd gemaakt door Sigurður Guðmundsson.
Beeldhouwer Roothaan maakte voor Ritthem een zes meter hoge zuil, die is opgebouwd uit geometrische vormen, waarvan de betekenis volgens de beeldhouwer ligt "in zijn immobiliteit, in het gebaar voor het gemoed". De zuil, uitgevoerd in gepigmenteerd beton, werd geplaatst op de dijk nabij Fort Rammekens. Op 4 oktober 1990 werden de inudatiemonumenten onthuld, het monument in Ritthem werd onthuld door landbouwer L. Cevaal. Hij had na de bevrijding geholpen met het dichten van het gat in de dijk bij Ritthem. 